# Ruyton-XI-Towns
Ruyton-XI-Towns – wieś w Anglii, w hrabstwie Shropshire. Leży 14 km na północny zachód od miasta Shrewsbury i 238 km na północny zachód od Londynu. Miejscowość liczy 1500 mieszkańców.